# 東京丸 (郵便汽船三菱)
東京丸（とうきょうまる）は台湾出兵時に日本政府が購入し、のちに郵便汽船三菱会社、日本郵船所属となった木造外輪船。

## 船歴
「東京丸」は、台湾出兵時の軍事輸送に用いるために日本政府が1874年5月から1875年3月にかけて13隻購入した船の内の1隻である。「東京丸」は1874年に購入された。前身は1864年にニューヨークのジェレマイア・シモンソン社で建造された「ニューヨーク」で、所有者はヴァンダービルト、アトランティック＆パシフィック汽船会社、アトランティック・メイル汽船会社、パシフィック・メイル汽船会社とかわっている。
13隻の運航は三菱汽船会社に委託され、1875年1月に上海航路開設が命じられると三菱は「東京丸」他3隻を就航させた。「東京丸」は第一船として2月3日に横浜を出港し11日に上海に到着している。同年9月、13隻は三菱に払い下げられた。また同月、三菱汽船会社は郵便汽船三菱会社と改称された。
「東京丸」は1883年まで上海航路で運航された。1885年に郵便汽船三菱会社は共同運輸会社と合併して日本郵船となり、「東京丸」も日本郵船に継承された。1886年5月17日、海軍省に売却。小野浜造船所でハルクに改造され、江田島に移転した海軍兵学校の仮校舎として1888年から1893年まで使用された。

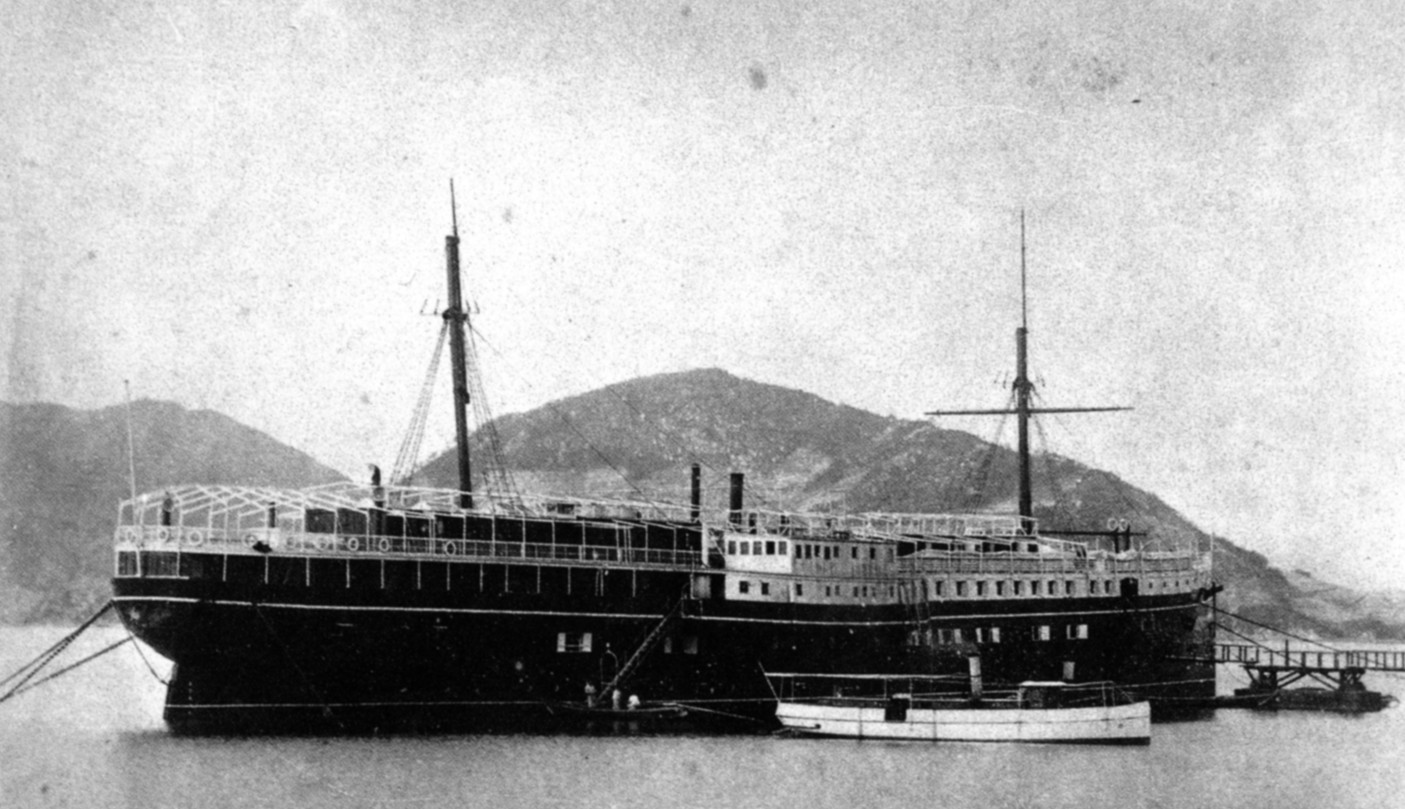
海軍兵学校の校舎として使用中のハルク「東京丸」 (江田島、1888年8月13日から1893年6月15日の間) 。